# Bredo Wass
Bredo Wass (15 febbraio 1903 – 2 febbraio 1992) è stato un calciatore norvegese, di ruolo difensore.

## Carriera

### Club
Wass vestì la maglia del Sarpsborg.

### Nazionale
Conta una presenza per la Norvegia. Il 6 giugno 1926, infatti, giocò nella vittoria per 2-5 sulla Finlandia.

## Palmarès

### Club

#### Competizioni nazionali
- Coppa di Norvegia: 1

Sarpsborg: 1929